# 冒険活劇 上海エクスプレス
『冒険活劇 上海エクスプレス』（ぼうけんかつげき シャンハイエクスプレス、原題：富貴列車、英題：Millionaires Express）は、1986年に香港で公開された映画。サモ・ハン・キンポー監督・主演。ユン・ピョウを始めとした多数の香港映画のスターが出演している。カナダとフィリピンでロケを行い、香港では1986年の映画総合興行収入第2位を記録している。

## 解説
サモ・ハン・キンポー監督・主演のコメディー・アクション作品である。ユン・ピョウほか当時の香港映画を彩る豪華な共演者が50人以上登場するドタバタ劇。 

## あらすじ
1930年代の中国、故郷を捨てた風来坊のチェン（サモ・ハン）が、故郷の漢水へ錦を飾りに帰ろうとしていた。大勢の富豪が乗っている豪華列車“富貴号”を漢水で停めて、故郷の町に金を落とさせることをチェンは目論む。その頃、漢水では治安を守る保安隊が銀行強盗を働くという事件が起きていた。強盗団に奪われた市民の金を取り戻すべく、消防隊長チョウ（ユン・ピョウ）は新たな保安隊長に就任する。チェンの過去の行いが悪いことから、チョウと漢水に戻ったチェンは対立することとなる。一方、富貴号には兵馬俑の地図を中国から持ち出そうと図る日本人の特使、その地図を奪おうとするギャング団が乗っていた。また、富貴号に乗って成都まで逃亡しようとする銀行強盗団、さらにチェンを捕まえようとする国際警察の捜査官も漢水を訪れる。それぞれの思惑がある中、富貴号は漢水に差し掛かった。

## キャスト
- サモ・ハン・キンポー(洪金寶)- チェン
- ユン・ピョウ(元彪)- チョウ
- ケニー・ビー(鍾鎮濤)- チェンを追う国際警察の捜査官
- オリヴィア・チェン（中国語版）(鄭文雅)- チェンを慕う女性
- エリック・ツァン(曾志偉)- 銀行強盗を働く元保安隊長で強盗団のリーダー
- エミリー・チュウ(朱寶意)- チェンの営む売春婦従業員
- ロザムンド・クァン(關之琳)- チェンの営む売春婦従業員、チョウに付き纏う
- ラム・チェンイン(林正英)- 銀行強盗を働く元保安隊員
- ウー・マ(午馬)- 銀行強盗を働く元保安隊員
- マン・ホイ（中国語版）(孟海)- 銀行強盗を働く元保安隊員
- ユン・ワー(元華)- 銀行強盗を働く元保安隊員
- ディック・ウェイ（中国語版）(狄威)- ギャング団
- ウォン・チェンリー（中国語版）(黄正利)- 日本人特使代表
- 倉田保昭- 日本人特使
- 大島由加里- 日本人特使
- リチャード・ン(吳耀漢)- 富貴号乗客
- シンシア・ロスロック- ギャング団
- リチャード・ノートン（英語版）- ギャング団
- ファン・メイシェン（英語版）(樊梅生)- ギャング団
- ビリー・ロウ（英語版）(楼南光)- 富貴号車掌
- ラウ・カーウィン（英語版）(劉家榮)- ギャング団
- シャオ・ホウ（英語版）(小侯)- 元消防団員の新保安隊員、チョウからチェンの監視を命じられる
- ワン・ロンウェイ（英語版）(王龍威)- ギャング団
- ユン・ケイ(元奎)- ギャング団
- ジェームズ・ティエン(田俊)- ギャング団
- シー・キエン(石堅)- 富貴号乗客
- ジミー・ウォング(王羽)- 富貴号乗客
- ウー・フォン（中国語版）(胡楓)- 漢水市長
- チン・カーロウ（中国語版）(銭嘉楽)- 元消防団員の新保安隊員
- チュン・ファト（中国語版）(鍾發)- ギャング団
- チョウ・ダーワー(曹達華)- 上海警察
- コウ・フェイ（中国語版）(高飛)- ギャング団
- ボロ・ヤン(楊斯)- 綿職人

## 吹替えキャスト
- サモ・ハン・キンポー（水島裕）
- ユン・ピョウ（古谷徹）
- ケニー・ビー（大滝進矢）
- エリック・ツァン（広瀬正志）
- ロザムンド・クァン（弘中くみ子）
- ラム・チェンイン（桜井敏治）
- リチャード・ン（仲木隆司）
- 倉田保昭（中多和宏）
- ウー・マ（沢りつお）
- マン・ホイ（吉村よう）
- ジミー・ウォング（広瀬正志）